# Barcelona Negra

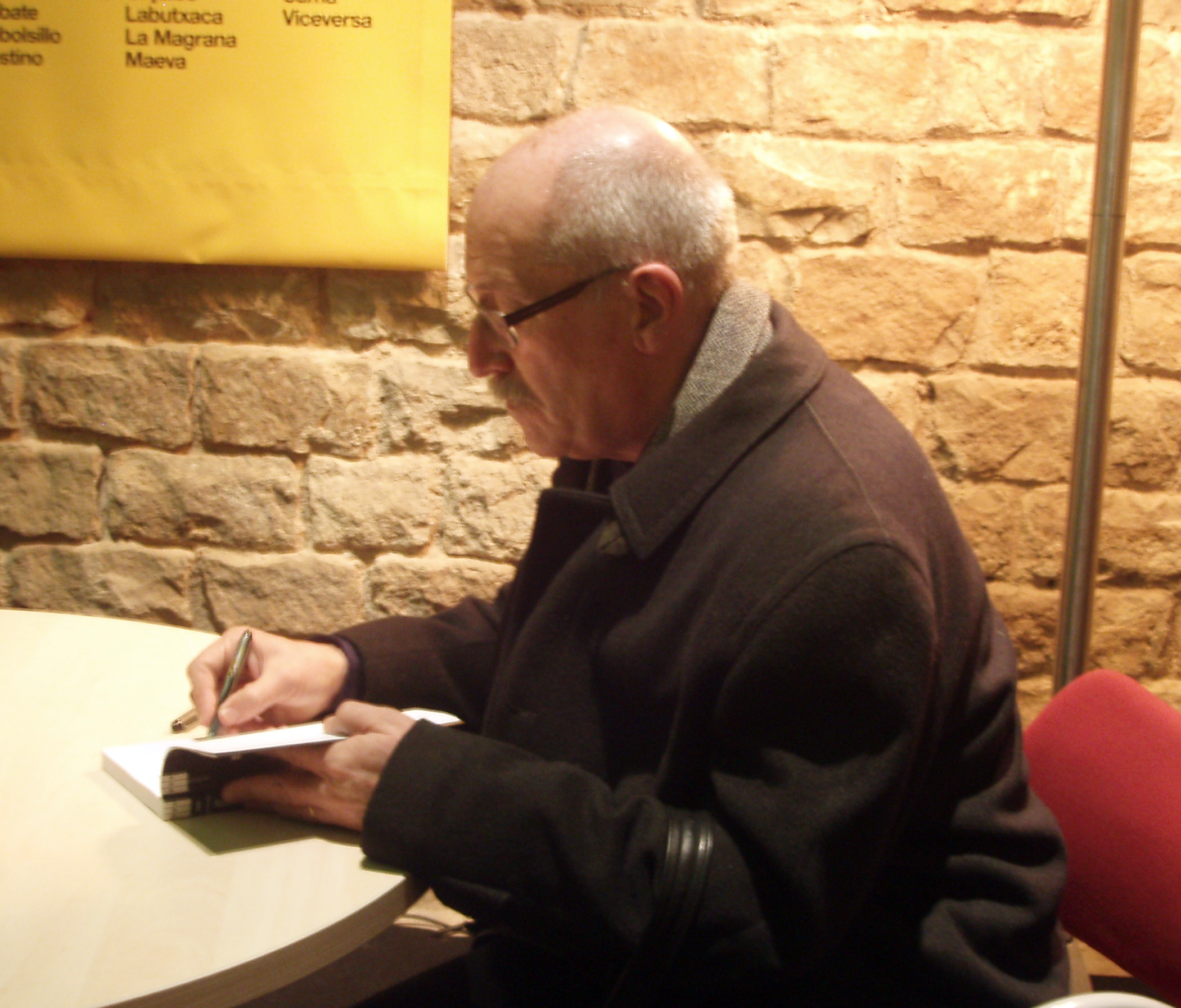
Andreu Martín firmando libros en la edición 2013 de BCNegra.

Barcelona Negra, más conocido como Bcnegra, es un encuentro literario nacido en el año 2005 de la mano del librero Paco Camarasa de la librería Negra y Criminal de Barcelona, que se celebra de forma ininterrumpida cada año entre los días 30 de enero y 8 de febrero.

## Origen
El librero Paco Camarasa, fundador y propietario de la Librería Negra y Criminal de Barcelona comenzó en el año 2005, aprovechando que el Ayuntamiento de Barcelona celebraba el Año del Libro y dedicó varios actos a la memoria de Manuel Vázquez Montalbán. Esos encuentros fueron un éxito de público, animando al librero a proponer la organización de una semana dedicada al género negro.

## Eventos
El Ayuntamiento de Barcelona pone traductores, bibliotecas y otros espacios a disposición de esta jornadas, y las editoriales gestionan la participación de sus autores. El último año contó con un presupuesto de 95.000 euros, bastante más bajo del que dispone la Semana Negra de Gijón.

## Participantes
En las sucesivas ediciones que lleva hasta ahora el festival, ha habido una amplia participación de escritores, entre ellos: Petros Márkaris, Lorenzo Silva, Andreu Martín, Esteban Navarro, Andrea Camilleri, Philip Kerr, Jussi Adler-Olsen, Gauke Andriesse, Roberto Constantini, Dolores Redondo, Peter James, Sophie Hannah, Ben Pastor, Carlos Salem, Rosa Ribas, Victor del Árbol, Juan Miguel Aguilera, Carlos Zanón, Anne Perry, Philip Kerr, Sue Grafton y Alicia Giménez Bartlett.